# Lhok Rameun
Lhok Rameun is een bestuurslaag in het regentschap Nagan Raya van de provincie Atjeh, Indonesië. Lhok Rameun telt 317 inwoners (volkstelling 2010).